# Generalštab NOV in PO Vojvodine
Generalštab NOV in PO Vojvodine je bilo vrhovno poveljstvo narodnoosvobodilne vojske in partizanskih odredov Vojvodine.

## Zgodovina
Štab je bil ustanovljen 19. julija 1943.

## Pripadniki
Poveljniki
- Nikola Grulović
- Kosta Nađ

Politični komisarji
- Slobodan Bajić
- Ljubo Momčilović
- Branko Petričević